# 대 시나고그 (플젠)

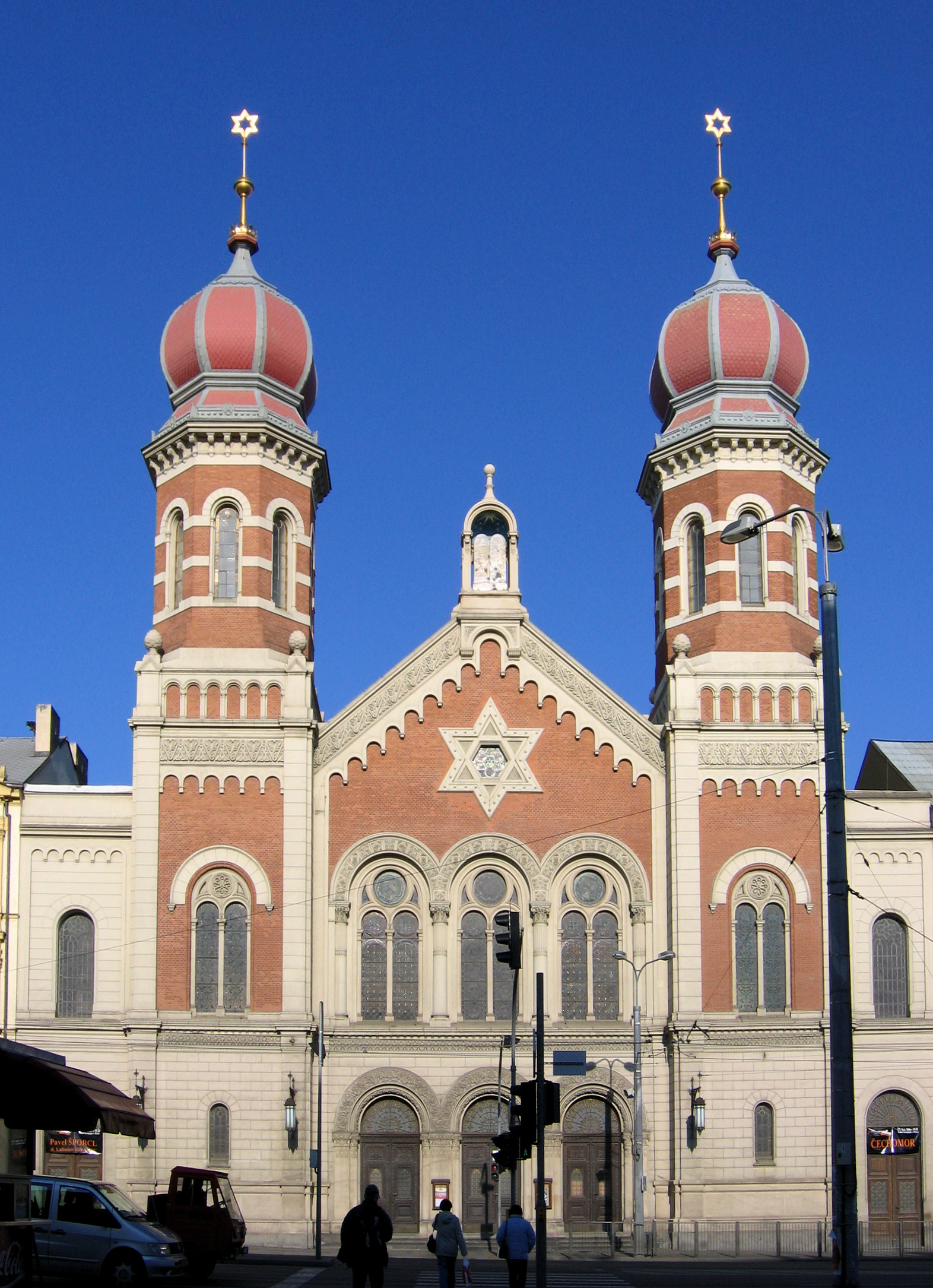
대 시나고그

대 시나고그(체코어: Velká synagoga, 히브리어: בית הכנסת הגדול בפילסן)은 체코 플젠주 플젠에 있는 시나고그다. 이 시나고그는 유럽에서 두 번째로 큰 회당이고 세계에서 네 번째로 큰 회당이다. 플젠의 유대인 커뮤니티가 정기적으로 예배를 드리는 활동적인 회당이다.